# Якобсен, Эмиль
Эмиль Якобсен (дат. Emil Manfeldt Jakobsen; род. 24 января 1998, Кертеминне, Фюн) — датский гандболист, выступает за гандбольный клуб «Фленсбург-Хандевитт» и сборную Дании по гандболу. Олимпийский чемпион 2024 года, серебряный призёр летних Олимпийских игр 2020 года, трёхкратный чемпион мира (2021, 2023, 2025 годов), двукратный призёр чемпионатов Европы.

## Карьера

### Клубная
Эмиль Якобсен начал заниматься гандболом в своём родном городе. В сезоне 2016/17 годов в составе «ГОГ» дебютировал в датской гандбольной лиге. Стал бронзовым призёром чемпионата Дании в сезоне 2017/18 годов и серебряным призёром в сезоне 2018/19 годов, в обоих сезонах был признан талантом года. В 2019 году выиграл Кубок Дании.
С сезона 2021/22 годов играет в клубе немецкой бундеслиги «Фленсбург-Хандевитт». В 2024 году в составе этой немецкой команды выиграл Лигу Европы КВЧ.
На церемонии вручения наград EHF Excellence Awards в 2024 году Якобсен был признан лучшим левым крайним игроком.

### Международная карьера в сборной
В составе первой сборной Эмиль Якобсен дебютировал 10 апреля 2019 года в матче против Черногории.
Входил в состав датской команды, завоевавшей золотые медали на чемпионате мира по гандболу среди мужчин 2021 года, который состоялся в Египте. В дебютном для себя матче на этом чемпионате забил 12 голов в одной игре, что стало рекордом Дании для игроков-дебютантов мировых первенств.
На летних Олимпийских играх в Токио, в 2021 году, в составе Дании стал серебряным призёром игр. В финале сборная Дании уступила Франции.
На Европейском чемпионате в 2022 году стал бронзовым призёром.
В январе 2023 года принял участие в чемпионате мира, который состоялся в Польше и Швеции. На том турнире Дания в третий раз подряд стала чемпионом, а Эмиль стал двукратным чемпионом мира. В девяти матчах забил 20 голов.
На чемпионате Европы 2024 года в Германии в составе своей национальной сборной стал серебряным призёром.
В августе 2024 года был включён в состав Дании на Олимпийский турнир по гандболу. Сборная Дании одержала уверенную победу на турнире, а игроки сборной стали Олимпийскими чемпионами. Хальд во втором матче турнира против Египта получил травму и был вынужден завершить турнир.
В январе-феврале 2025 года принимал участие в матчах чемпионата мира, стал трёхкратным чемпионом в составе своей национальной сборной. Забил 45 голов в девяти матчах.